# Vergennes Township (comté de Jackson, Illinois)
Pour les articles homonymes, voir Vergennes.
Vergennes Township est un township du comté de Jackson dans l'Illinois, aux États-Unis,.